# Run to You (Roxette-låt)
Run to You, skriven av Per Gessle, är en låt av popduon Roxette.
Den släpptes 1994 som den fjärde singeln från albumet Crash! Boom! Bang!.
I Sverige låg melodin på Trackslistan under fem veckor perioden 26 november 1994-14 januari 1995, med tiondeplats som högsta placering där.

## Låtlista
1. Run to You
2. Don't Believe in Accidents (Demo, tidigt, 1988)
3. Crash! Boom! Bang! (Demo, maj 1993)
4. Almost Unreal (Demo, februari 1993)

## Listplaceringar
| Lista (1994-1995) | Position |
| ----------------- | -------- |
| Australien        | 49       |
| Schweiz           | 31       |

### Fotnoter
1. ↑  ”Roxette”. Arkiverad från originalet den 16 oktober 2011. https://web.archive.org/web/20111016201530/http://roxette.se/discography.php?show=release&id=11. Läst 22 maj 2011.
2. ↑  ”Listplacering”. http://australian-charts.com/showitem.asp?interpret=Roxette&titel=Run+To+You&cat=s. Läst 22 maj 2011.
3. ↑  ”Listplacering”. http://hitparade.ch/showitem.asp?interpret=Roxette&titel=Run+To+You&cat=s. Läst 22 maj 2011.